# Ramulus versicolorus
Ramulus versicolorus är en insektsart som först beskrevs av Chen, S.C. och H.J. Wang 1993.  Ramulus versicolorus ingår i släktet Ramulus och familjen Phasmatidae. Inga underarter finns listade i Catalogue of Life.